# Meterana proteastis
Meterana proteastis là một loài bướm đêm trong họ Noctuidae.